# Stengärdet, Nacka

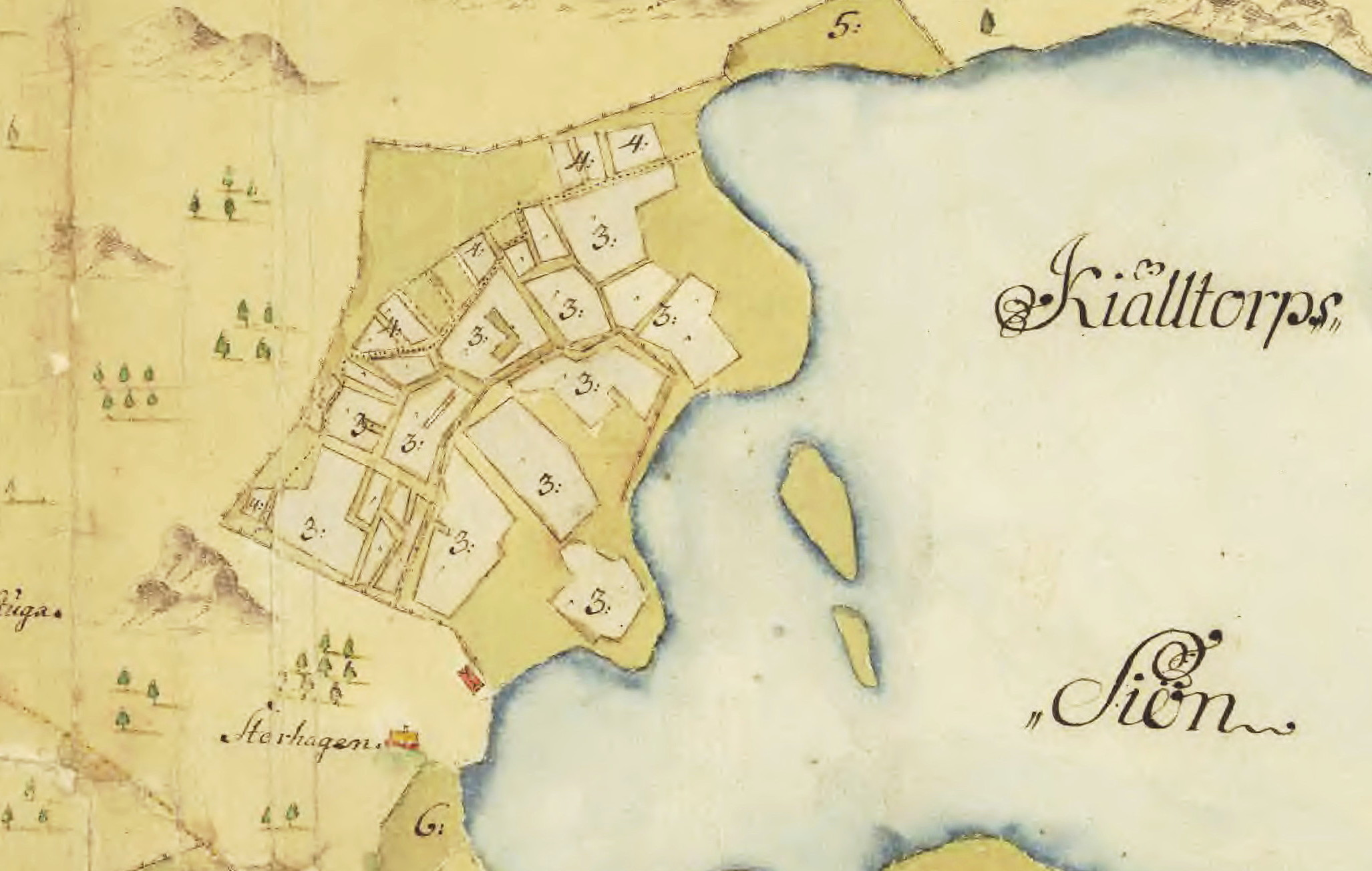
Stengärdet på en karta från 1698–1723.

Stengärdet kallas ett område med historisk odlingsmark belägen vid nordvästra stranden av Källtorpssjön i Nacka kommun. Gärdet är inhägnat av en kulturhistorisk intressant och fornminnesmärkt stengärdesgård.  Stengärdet ligger inom Nackareservatet.

## Beskrivning

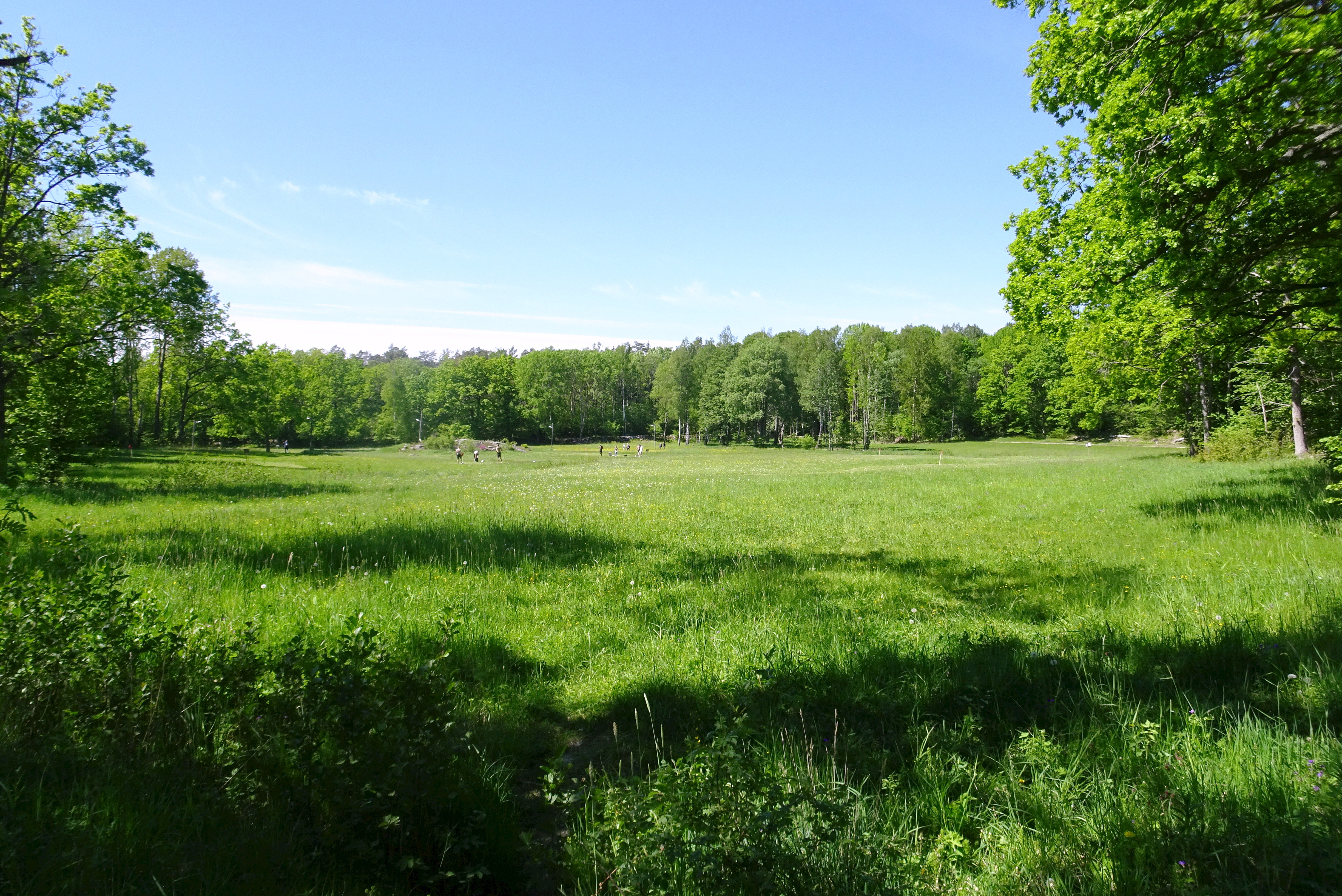
Stengärdet, vy mot norr, 2020.

Stengärdet är gammal odlingsmark som tillhörde Nacka bruk. Gärdet omfattar en area om cirka 6.8 hektar och bestod av ett större antal mindre åkerlappar som sträckte sig från skogsbrynet ända ner till Källtorpssjön. Marken omgärdas på tre sidor av en kallmurad stenmur, en stengärdesgård, omkring 650 meter lång, 1,2 till 2 meter bred och 0,8 till 1,5 meter hög (fornlämning RAÄ-nummer: Nacka 241). Troligen var det den stenrika marken som kan ha gett platsen sitt namn. Murens uppgift var att hålla boskapen, som betade i skogen, borta från odlingsmarken. Skogen ägdes också av Nacka bruk och behövdes för att ge ved och träkol till produktionen.
På 1700-talet infördes bestämmelser om att gärdsgårdar av trä skulle ersättas av stenmurar för att spara skogen. När exakt stengärdesgården vid Källtorpssjön uppfördes är oklar. Enligt en sägen skulle Stengärdets stenmur ha byggts på 1700-talet av ryska krigsfångar. På en karta från 1698 (reviderad 1723) framgår att Stengärdet då fortfarande är inhägnat av en gärdesgård i trä. På kartan syns även det numera försvunna torpet Storhagen som lydde under Nacka gård (fornlämning RAÄ-nummer: Nacka 253).
Några mindre avsnitt av muren har rivits för passage av vägar och stigar. Åtminstone delar av stenmuren är sentida eftersom några av stenen bär spår efter moderna bergborr-verktyg. 1939 förvärvade Stockholms stad ett stort naturområde av Nacka, dagens Nackareservatet, där Stengärdet ingick. Idag är gärdet en obebyggd äng som hör till Hellasgårdens friluftsområde och används för fotbollsgolf.

## Bilder

Stengärdesgården
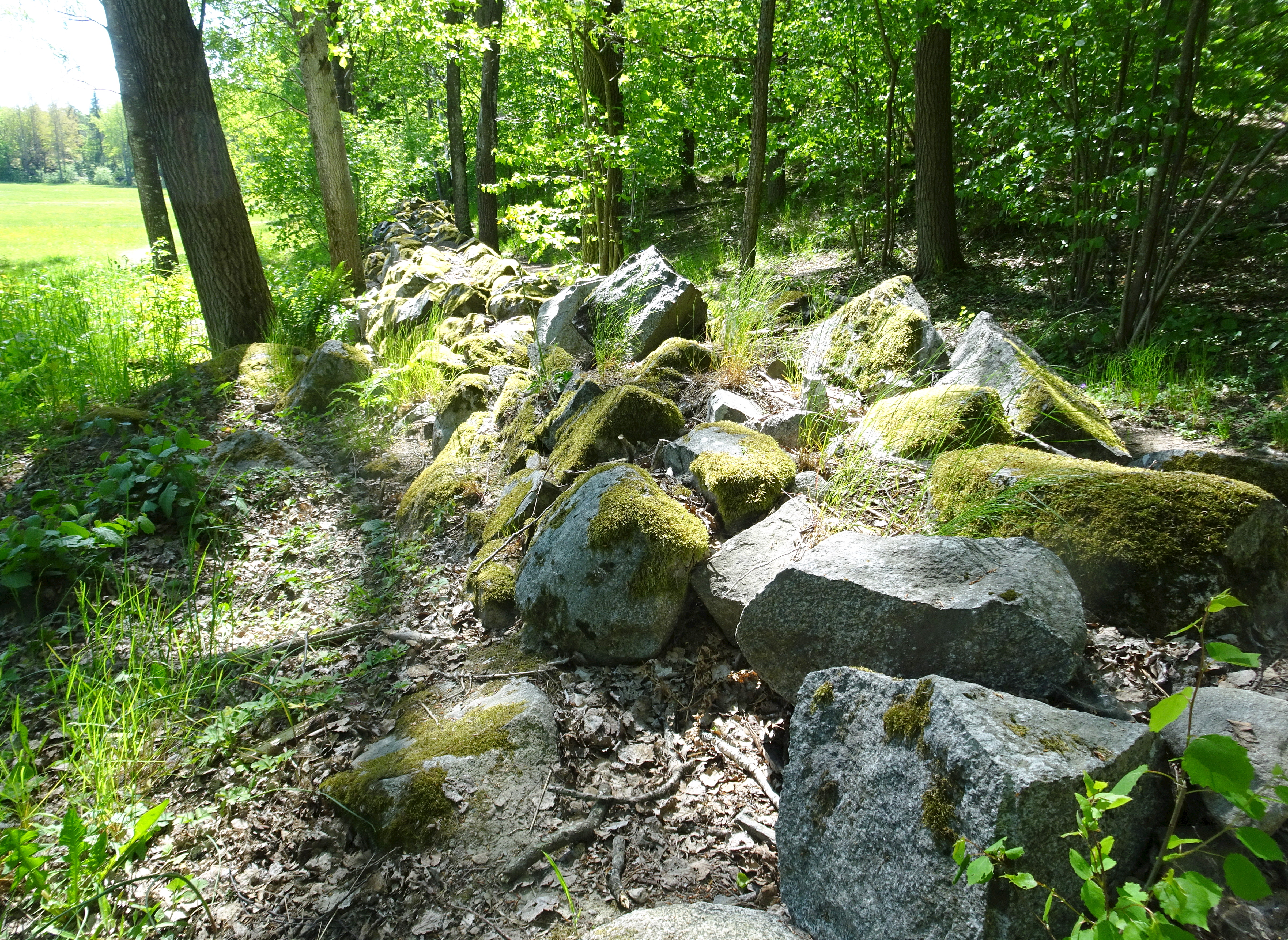
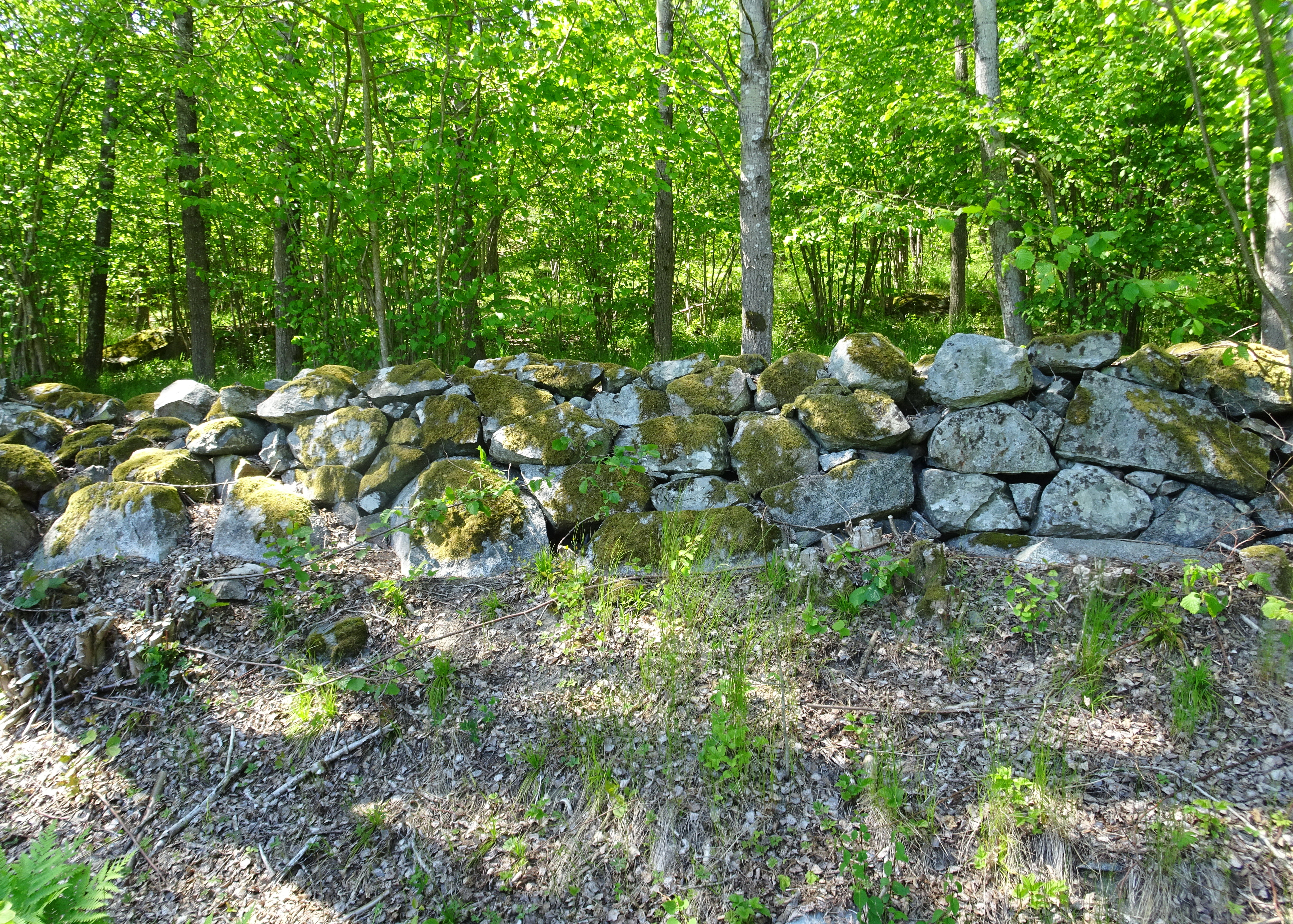
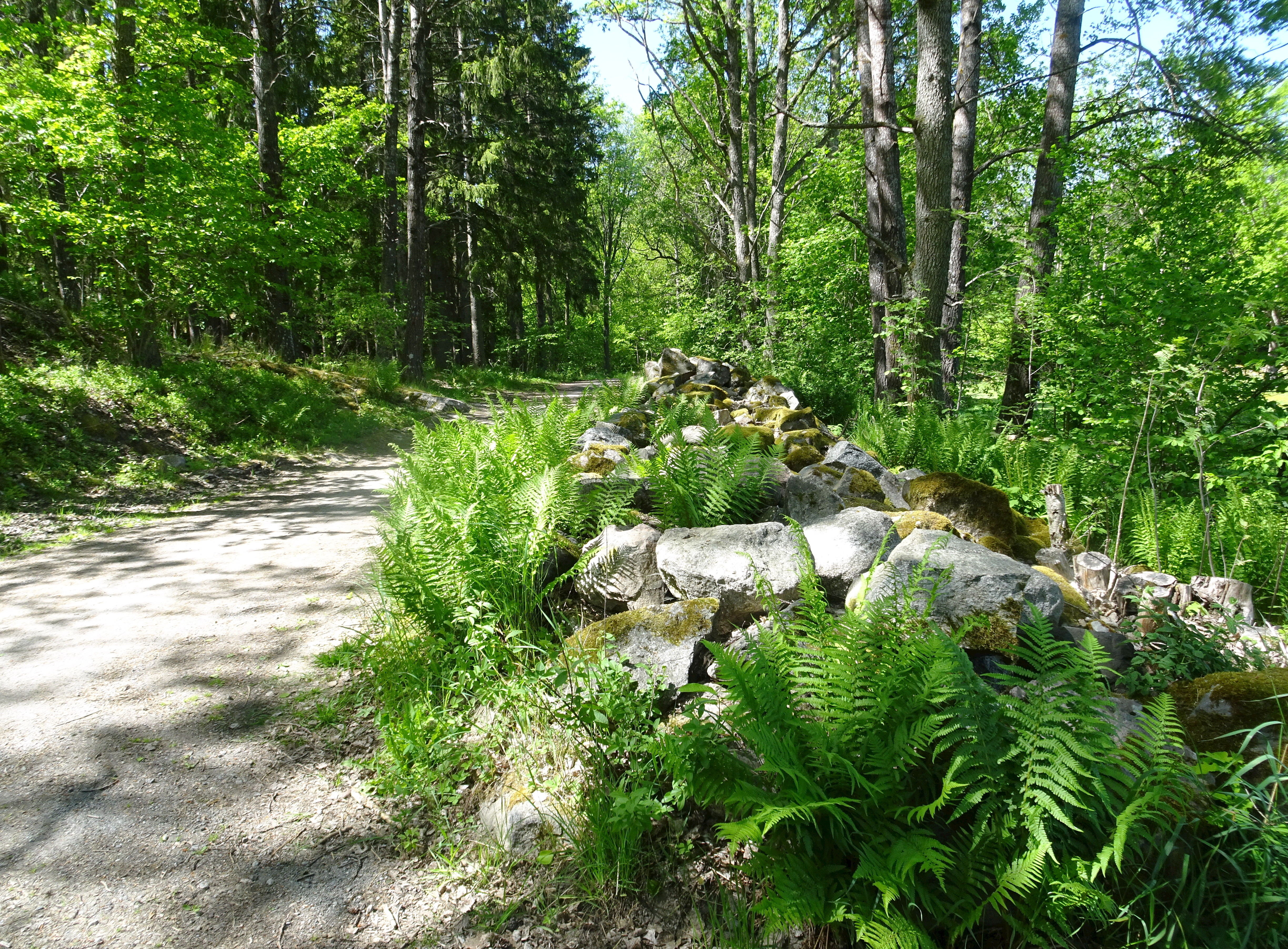
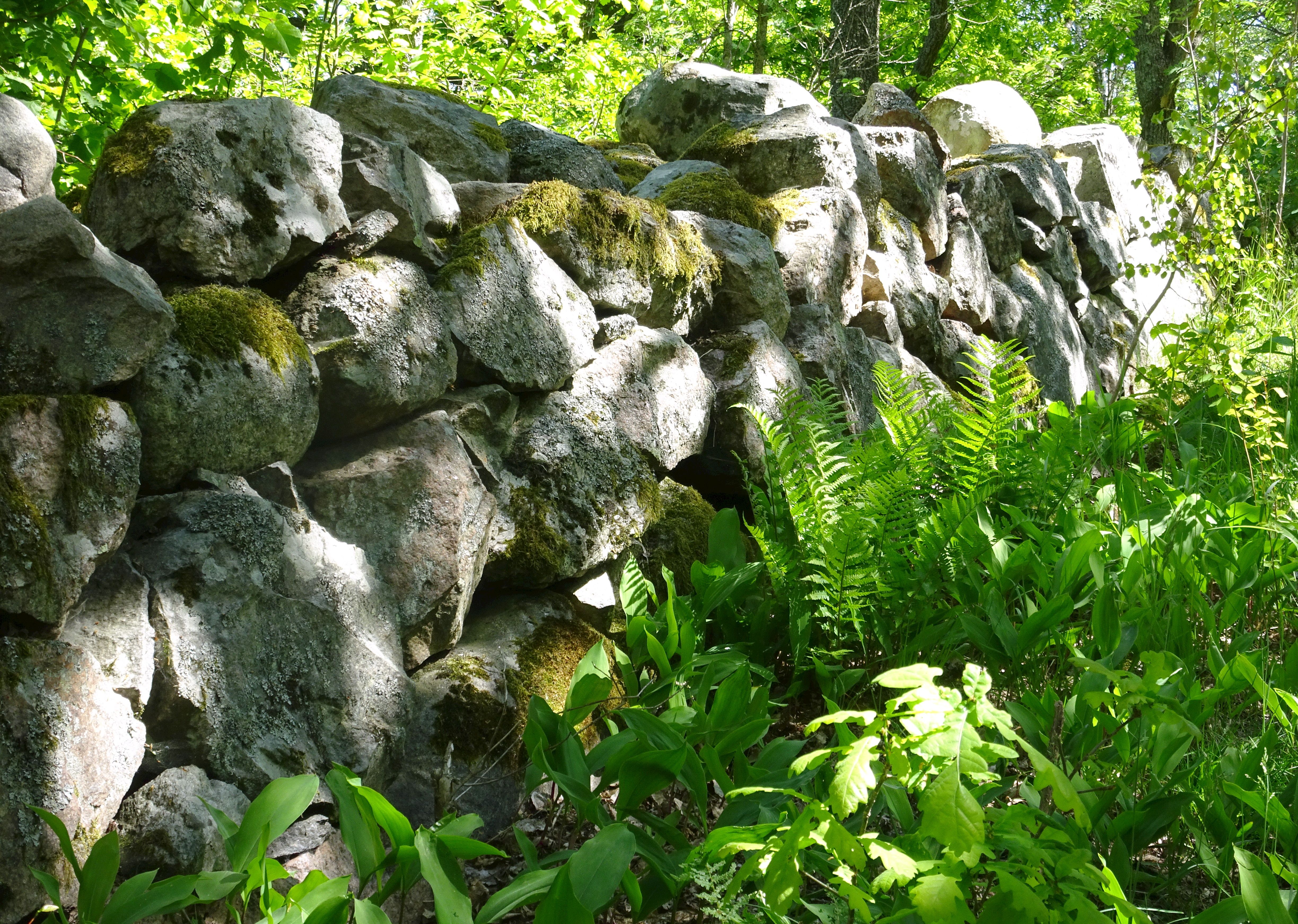